# Richard Hesse
Richard Hesse (Nordhausen, 20 febbraio 1868 – Berlino, 28 dicembre 1944) è stato uno zoologo tedesco.
Conseguito il dottorato nel 1892 all'Università di Tubinga, fu professore dal 1914 all'Università di Bonn e nel 1926 passò all'Università Humboldt di Berlino.
Il ventuno ottobre 1899 sposò Thekla Pfleiderer (n. 1875), da cui ebbe tre figli, Gerhard (1908-1997), Thusnelde (n. 1909) e Rudolf (n. 1913), divenendo genero di Edmund Pfleiderer.